# Trichosanthes reticulinervis
Trichosanthes reticulinervis là một loài thực vật có hoa trong họ Cucurbitaceae. Loài này được C.Y. Wu ex S.K. Chen miêu tả khoa học đầu tiên năm 1985.